# Lingua tuvana
La lingua tuvana (nome nativo тыва дыл, tıva dyl; in russo тувинский язык?, tuvinskij jazyk), conosciuta anche come tuvano, tuviniano, tyvan o tuvin è una lingua turca parlata in Russia, Cina e Mongolia.

## Storia
La lingua tuvana, ricordano alcuni linguisti, ha avuto ovviamente un'origine connessa all'aspetto socio-storico del popolo tuvano. Le prime testimonianze scritte della lingua sono attestate all'inizio del XIX secolo in Wū lǐ yǎ sū tái zhì lüè (烏里雅蘇台志略), Klaproth (1823), Castrén (1857), Katanov and Radlov ed altri. Il nome "tuvano" risale al tempo della Storia segreta dei mongoli. I tuvani sono stati storicamente chiamati anche soioni, soioti o urianchesi.
Questo popolo è stato sotto il governo di mongoli, cinesi e russi per millenni. Il loro ultimo periodo d'indipendenza sono stati gli anni 1921-1944, durante i quali essi vivevano in un'indipendente Repubblica Popolare di Tuva. Molte fonti riportano l'esistenza di tensioni molto forti tra i governatori e le persone di spicco di Tuva e l'URSS fin dal 1944, anno dell'assorbimento di Tuva nell'Unione Sovietica. Nel 1990, quando l'URSS cedette, avvennero episodi di violenza nella Repubblica. Secondo uno studio compiuto dai sociologi Louk Hagendoorn, Edwin Poppe e Anca Minescu i tuvani nel 2008 avrebbero voluto più indipendenza possibile dall'Unione Sovietica al momento del suo collasso. Essi mettevano in primo piano che avrebbero desiderato l'indipendenza soprattutto in termini linguistici e culturali. Lo studio dimostra che la ragione di ciò è basata in parte su un pregiudizio. Le molte minoranze etniche e linguistiche della Russia competono per le risorse economiche e tengono strette le proprie identità enfatizzando l'importanza della lingua e della cultura. Dal 2000 la Federazione Russa prova a ridurre le tendenze separatiste dei gruppi etnici minoritari del Paese; esse, comunque, persistono.

## Distribuzione geografica
Al censimento russo del 2010 risultava parlata da 283.400 persone, nelle repubblica di Tuva nella Siberia centro-meridionale. Il tuvano è parlato anche in Mongolia, a nord nella provincia dell'Hôvsgôl a nord e a ovest nella provincia di Hovd, con un numero stimato di 27.000 locutori; altri 2.400 locutori si trovano nella regione autonoma uigura del Sinkiang, in Cina, per un totale complessivo di 283.400 parlanti.

### Lingua ufficiale
È lingua ufficiale di Tuva.

## Classificazione
Secondo Ethnologue, la classificazione della lingua tuvana è la seguente:
- Lingue altaiche
  - Lingue turche
    - Lingue turche settentrionali
      - Lingua tuvana

## Vocabolario
Questa lingua prende in prestito molte radici dalla lingua mongola e alcune parole dal russo.

## Sistema di scrittura
L'ortografia originale tuvana fu inventata da un monaco buddista tuvano, Lopsan-Chimit, che fu più tardi ucciso durante le purghe staliniane. Principalmente vengono utilizzate lettere basate sull'ortografia latina, insieme con lettere speciali che riflettono il suono delle parole tuvane. Pochi libri furono stampati usando questo sistema di scrittura, ed erano perlopiù rivolti agli adulti che volevano imparare a scrivere. Quest'alfabeto fu soppiantato presto da quello cirillico, in uso ancora oggi, e fu cancellato dai libri di storia. Dopo la caduta dell'URSS, l'interesse per questa lingua si rinnovò e l'alfabeto fu ricreato.
L'alfabeto tuvano corrente è una versione modificata dell'alfabeto cirillico, con l'aggiunta di tre lettere: ң (in caratteri latini "ng" o [ŋ] in alfabeto internazionale), Өө ("ö" - [ø]), Үү ("ü" - [y]). La sequenza dell'alfabeto segue quella russa, ma la lettera ң viene dopo Н, Ө dopo О, e Ү dopo У. La lettera ң non ha maiuscolo, perché non è mai in inizio di parola.

## Letteratura
Il tuvano ha una forte tradizione orale, che include molti generi, che vanno da enigmi e aforismi a scioglilingua, fiabe magiche ed eroiche, storie di paura e lunghissimi poemi epici. Alcuni di questi, come il Boktu-Kirish, Bora-Sheelei", sono stati anche pubblicati. Questa forma d'arte è oggi messa in pericolo, perché i tradizionali narratori stanno scomparendo e nessuno riesce a sostituirli.